# Simone Simons
Simone Simons, född 17 januari 1985 i Hoensbroek, Nederländerna, är en nederländsk mezzosopran. Hon är sedan 2002 sångerska i symphonic metal-bandet Epica. 

## Diskografi (urval)
Studioalbum med Epica
- The Phantom Agony (2003)
- Consign to Oblivion (2005)
- The Divine Conspiracy (2007)
- Design Your Universe (2009)
- Requiem for the Indifferent (2012)
- The Quantum Enigma (2014)
- The Holographic Principle (2016)

Gästuppträdande
- Aina – Days of Rising Doom (2003)
- Kamelot – The Black Halo i "The Haunting (Somewhere in Time)" (2005)
- Kamelot – One Cold Winter's Night i "The Haunting (Somewhere in Time)" (2006)
- Kamelot – Ghost Opera i "Blücher" och "Season's End" (2007)
- Primal Fear – New Religion i "Everytime It Rains" (2007)
- Ayreon – 01011001 i "Web of Lies" (2008)
- Xystus & US Concert – Equilibrio i "Act 1 – My Song of Creation", "Act 2 – Destiny Unveiled" och "Act 2 – God of Symmetry" (2008)
- Sons of Seasons – Gods of Vermin i "Fallen Family", "Fall Of Byzanz" och "Wintersmith" (2009)
- Kamelot – Poetry for the Poisoned i "House on a Hill", "So Long" och "All Is Over" (2010)
- MaYaN – Quarterpast i "Symphony of Aggression", "Mainstay of Society", "Bite the Bullet", "Drown the Demon" och "Sinner's Last Retreat" (2011)
- Sons of Seasons – Magnisphyricon i "Sanctuary" (2011)
- Avalon – Angels of the Apocalypse (2014)[3]
- Angra – Secret Garden i "Secret Garden" (2014)[4]
- Leaves' Eyes – King of Kings i "Edge of Steel" (2015)
- Ayreon – The Source (2017) som "The Counselor" [5]